# 荣福直观
荣福直观（拉丁語：Visio beatifica）是指在基督教神学中人对神最终的直接的自我沟通。达到荣福直观的人能从中拥有完全的救恩，如天国。直观的概念强调了救恩的知识部分，尽管它涵盖了人喜悦幸福的整个经历是藉着最终与神面对面，而不完全通过信仰。（哥林多前书 13:11-12）
它与天主教和东正教的神学中的信念，卫斯理的基督教完美的概念有关，并且在大多数（如果不是全部的话）教会教派中被视为来世的基督徒的赏赐。

## 历史
在基督教中，圣经教导说神“就是那独一不死、住在人不能靠近的光里，是人未曾看见、也是不能看见的”（提摩太前书 6:16）。但当神从天向我们显明祂自己的时候，我们将面对面地看见祂 （哥林多前书 13:12）。这个概念被天主教的神学家以及一些新教教派，包括路德宗和卫斯理宗称为“荣福直观（Beatific vision）”。
居普良写道得救的人在天国见到神：
得见神是多么大的荣耀和喜乐啊！与你的主基督和神共享救恩和永恒之光的喜乐是何等大的荣耀啊！... 与义人和神的朋友在天国同享无尽的快乐是何等大的喜乐啊！
爱德华·佩斯蒙席在《天主教百科全書》中对“荣福直观”的定义：
天使的灵与正义的魂在天堂享有的对神的直接认识。它被称为“直观”，是为了与在现今生活中人的思想可能获得的对神的间接认识区分开。而且，面对面地看见神这个认识寻到了极乐，因此这个直观就被称为“荣福”。
卫斯理公会联合创始人查尔斯韦斯利在他1747年写的赞美诗《我们因他而活的创造者》中描述了通过圣灵与神联合的“荣福直观”（beatific sight）：
圣灵，你的众圣徒都崇拜你/你的神圣大能，你使心意更新的能力/ 没有天使能够诉说你爱的长阔高深/说不尽的荣耀的喜乐，这就是荣福直观（beatific sight）。

## 在天主教教会
在天主教神学中，圣徒的代求是有效的。因为在信仰上死去的人与神同在天堂，并享有荣福直观，例如直接进入神的存在，看见神，实际上就是在天堂。

### 托马斯·阿奎那
托马斯·阿奎那将这个荣福直观定义为人达到极乐的终极目标。托马斯的理由是，只有当人的所有欲望都得到满足时，人才会感到极乐，才会达到幸福不增也不减的程度。“只要还有一些东西让他渴望和寻求，人就不会达到极乐。”但这种极乐不能在任何肉体的愉悦，任何属世的力量，任何暂时的名望或荣誉，以及任何实际上有限的现实中找到。它只能在那无限和完美中找到 ——那就是神。因为神不是物质的，而是纯粹的灵，我们通过认识和爱祂而与神联结。因此，与神最完美的联合是人最极致的幸福和整个人生的目标。但我们不能靠自己的天赋来获得这种快乐; 这是神赐予我们的礼物。祂通过“荣耀的光”赐我们力量，以便我们能够直接看见祂。（托马斯在这点上引用诗篇 36:9“在你的光中，我们必得见光。”）此外，由于任何被造的神的形像（包括我们心中可能产生的对神最完美的“想法”或“形象”）都是有限的，因而它会无限小于神的本身。因此，唯一完美无限的善就是神本身。这就是为什么阿奎那认为我们的极乐和终极目标只能是与神本身的直接联合，而不是与任何祂被造的形象。这种联合是通过一种完全地“看见”神圣的本质本身来实现的。当神本身不通过任何中介直接进入我们，这是赋予我们知识的礼物。而且，因为看见了神是什么（和谁）的荣福直观，我们也把握到祂完美的善。这种“看见”的行为同时也是将爱神作为最高和无限的善的完美行为。
根据阿奎那的说法，荣福直观超越了信仰和理性。理性认识并不能完全满足人天生的认识神的愿望。因为理性主要关注能感觉到的对象，从而只能间接地推断出对神的结论。
阿奎那认为信仰的神学美德也是不完整的，因为它始终意味着理解的一些不完美。信徒不希望只停留在信仰的层面上，而是直接把握信仰的对象，也就是神本身。
因此，只有荣福直观才能满足人类灵魂认识神这一根本愿望。阿奎那引用保罗的话说：“我们如今仿佛对着镜子观看，模糊不清（原文是如同猜谜），到那时就要面对面了”（哥林多前书 13:12）。荣福直观是那些被神拣选参与并且“享受神所喜悦的同样的喜悦，在来世以祂的方式看见祂”的圣徒们的最终赏赐。

### 教宗若望二十二世和荣福直观的争议
教宗若望二十二世（1316年－1334年）引起了一场涉及荣福直观的争议。不是作为教宗，而是作为神学家，他认为在审判日之前得救的人没有达到荣福直观，这一观点与灵魂沉睡更加一致。当时的一般理解是，得救的人在洁净之后和审判日之前就已经进入天堂。他从来没有宣称他的信仰是学说，而是作为一种观点（参见1870年梵蒂岡第一屆大公會議所定义的前教会）。
樞機團对1334年1月的问题举行教宗御前会议），而教宗若望放弃了他新颖的观点转向更标准的理解。
他的继任者教宗本篤十二世宣布得救的人在审判日之前看见天堂（也看见神）这个教义。